# Absolute Championship Akhmat
Absolute Championship Akhmat（アブソリュート・チャンピオンシップ・アフマット）は、ロシアの総合格闘技団体。略称、ACA。

## 歴史
2009年にチェチェン人のマイルベク・ハシエフがグロズヌイに大規模格闘技ジム「Berkut Fight Club」を設立。
2012年10月20日に第1回大会「Berkut Cup 2012」を開催。2014年3月2日に「Absolute Championship Berkut」（ACB）に改称。
2018年9月12日に「TECH-Krep FC」を買収し、11月28日にチェチェン共和国首長のラムザン・カディロフがACBとWorld Fighting Championship Akhmatの合併を発表。合併に伴い「Absolute Championship Akhmat」（ACA）に改称。2019年1月26日にACAとしての第1回大会を開催。